# Liste von Schiffen mit dem Namen Sparviero
Den Namen Sparviero erhielten folgende Kriegsschiffe der italienischen Marine.

## Herkunft
Sperber (Accipiter nisus), italienisch Sparviero, ist ein Greifvogel. Er gehört zur Familie der Habichtartigen (Accipitridae).

## Namensträger
| Bezeichnung       | Schiffsart     | Klasse / Typ     | Baujahr | Bauwerft | Eigner          | Dienstzeit | Verbleib |
| ----------------- | -------------- | ---------------- | ------- | -------- | --------------- | ---------- | -------- |
| Sparviero         | Zerstörer      |                  |         |          |                 |            |          |
| Sparviero (1943)  | Flugzeugträger |                  |         |          |                 |            |          |
| Sparviero (P 420) | Tragflügelboot | Sparviero-Klasse |         |          | Marina Militare | 1974–1994  |          |